# الجدول الزمني لمدينة أبو ظبي
فيما يلي المخطط الزمني لتاريخ مدينة أبوظبي في دولة الإمارات العربية المتحدة . 

## قبل القرن العشرين
- 1761 - العثور على مياه الشرب في جزيرة أبو ظبي.[1]
- 1790 - أصبحت جزيرة أبو ظبي «عاصمة لاتحاد بني ياس القبلي».[1]
- 1818 - أصبح شخبوط بن ذياب آل نهيان وطحنون بن شخبوط آل نهيان حكام لأبوظبي.
- 1855 - زايد بن خليفة آل نهيان يصبح حاكم أبو ظبي.

## القرن ال 20
- 1928 - أصبح شخبوط بن سلطان آل نهيان حاكماً لأبو ظبي.[2]
- 1939 - تأسيس شركة بترول أبوظبي .[3]
- 1948 - النزاع الحدودي بين دبي وأبو ظبي.[1]
- 1952 - وصل عدد السكان إلى 4000 نسمة تقريبًا.[4]
- 1955 - افتتاح أول مطار بالمدينة
- 1958 - اكتشف النفط في أبوظبي.[3]
- 1962 - بدأ تصدير النفط من جزيرة داس البحرية.[2][5]
- 1966 - زايد بن سلطان آل نهيان يصبح حاكم أبو ظبي.[5]
- 1968 - وصل عدد السكان إلى 46375.[6]
- 1969 - بدء تشغيل مطار البطين في جزيرة أبو ظبي.
- 1971
  - ديسمبر: أصبحت أبوظبي جزءًا من دولة الإمارات العربية المتحدة المشكلة حديثًا.[5]
  - تأسيس شركة بترول أبوظبي الوطنية .[7]
- 1972 -بدأت جريدة الاتحاد في النشر.[8]
- 1974 - بدأت صحيفة الفجر في النشر.
- 1980
  - اكتمال طريق E 11 الواصل بين (دبي - أبوظبي).
  - تأسيس البنك المركزي لدولة الإمارات العربية المتحدة الذي يقع مقره الرئيسي في أبو ظبي.
  - وصل عدد السكان إلى 242,975 نسمة.[9]
- 1981 - مجلس التعاون الخليجي يجتمع في أبوظبي.[5]
- 1982 - تأسيس مطار أبوظبي الدولي.
- 1991 - انهيار بنك الائتمان والتجارة الدولي والذي تمتلك العائلة الحاكمة في أبو ظبي 77.4 ٪ من أسهمه.[5]
- 1993 - بدء معرض الدفاع الدولي (أيدكس).[10]
- 1994 - بنيت بينونة هيلتون تاور.[11]
- 2000 - تأسيس سوق أبوظبي للأوراق المالية .

## القرن ال 21
- 2001 - افتتاح أبو ظبي مول ومارينا مول.
- 2002 - وصل عدد السكان إلى 527.000.[12]
- 2003 - يوليو: تأسيس شركة الاتحاد للطيران.[13]
- 2004 - خليفة بن زايد آل نهيان يصبح حاكم أبو ظبي.[2]
- 2005 - افتتاح فندق قصر الإمارات.
- 2007
  - بناء مسجد الشيخ زايد.[11]
  - افتتاح مركز أبوظبي الوطني للمعارض .
- 2008 - انطلاق خدمة حافلة أبوظبي .
- 2009
  - انطلاق سباق جائزة أبو ظبي الكبرى للسيارات.
  - بدأ البناء في مقر شركة بترول أبوظبي الوطنية ومتحف اللوفر في جزيرة السعديات.
- 2010
  - بناء برج السماء .
  - افتتاح متنزه عالم فيراري الترفيهي في جزيرة ياس .
- 2011
  - بناء جسر الشيخ زايد [14] وبرج بوابة العاصمة وأبراج الاتحاد .
  - بدأ بناء جوجنهايم أبوظبي في جزيرة السعديات .[15]
- 2012 - تم بناء لاندمارك (الأطول في المدينة).
- 2014
  - بناء ياس مول.[16]
  - بناء فرع لحرم جامعة نيويورك أبو ظبى في جزيرة السعديات.[17]
- 2019 - أصبح البابا فرانسيس أول بابا يزور شبه الجزيرة العربية والإمارات العربية المتحدة ، وتحديداً أبوظبي
- 2022 - محمد بن زايد آل نهيان يصبح حاكم إمارة ابوظبي

## قائمة المراجع
- John Gordon Lorimer (1908). "Dhabi (Abu)". Gazetteer of the Persian Gulf. Calcutta – عبر Hathi Trust.{{استشهاد بكتاب}}:  صيانة الاستشهاد: مكان بدون ناشر (link)
- "Abu Thabi". Persian Gulf Pilot. Washington DC: Government Printing Office. 1920.
- "United Arab Emirates: Abu Dhabi"، Arab Gulf States، لونلي بلانيت، 1993، ص. 295+، OL:8314448M
- Yasser Elsheshtawy، المحرر (2008). "Cities of sand and fog: Abu Dhabi's global ambitions". The Evolving Arab City: Tradition, Modernity and Urban Development. Routledge. ISBN:978-1-134-12821-1.

## روابط خارجية
- خريطة أبو ظبي ، 1994
- "Geographical Index: Abu Dhabi". Arabian Humanities (fr) (بالإنجليزية والفرنسية). Sana'a. ISSN:2308-6122. Archived from the original on 2016-08-09.